# Honda Mobilio Spike
Der Honda Mobilio Spike ist ein siebensitziger Minivan von Honda. Die erste Modellgeneration wurde von 2001 bis 2008 für den heimischen Markt produziert. Für das Fahrzeug fand Hondas Global Small Plattform mit dem i-DSI-Motor Verwendung. Im Mai 2008 wurde der Mobilio Spike durch den Honda Freed abgelöst.
Konzipiert wurde der Honda Mobilio Spike für Freizeitaktivitäten. Erstmals wurde er in Japan am 19. September 2002 vorgestellt und war Hondas drittes Modell in der Kleinen Max-Serie. Aufgrund seiner Outdoor-Marketing-Positionierung wurde es in Japan bei Honda Verno-Standorten verkauft. Der vorgestellte Mobilio Spike verfügte über eine geräumige Ladefläche, die in 5 Modi konfigurierbar war: Utility-, langer, Zweibett-, Refresh- und Einstellmodus.
Der 1.5L VTEC Motor war sowohl für Strom- und Kraftstoffverbrauch ausgelegt. Das japanische Ministerium für Verkehr stufte den Mobilio Spike als „exzellent niedriges Emissionen“-Fahrzeug ein. Mit dem Modell neu vorgestellt wurde das Honda S Multimatic CVT-Getriebe. Hierbei handelt es sich um Hondas neueste Generation bei CVT-Getrieben mit 7-Gang-Modus. Dies bietet drei Fahrprogramme: CVT; 7-Gang-Automatik-Modus und 7-Gang-Schaltprogramm. Allradantrieb war ebenfalls verfügbar.
Der Mobilio Spike beinhaltete auch Hondas G-CON (G-Force-Control) -Technologie für eine verbesserte Crashsicherheit. Die Karosserie war hierbei so entwickelt, um Schutz für die Insassen bei einer 55 km/h Frontalkollision zu bieten und außerdem bei einem 50 km/h Heckaufprall. Um das Recycling zu verbessern, wurden fast alle inneren Spritzgussteile aus Olefin-Harz hergestellt. Zusammen mit anderen Maßnahmen resultierte daraus eine allgemeine Fahrzeug-Recyclingfähigkeit von über 90 Prozent.
Im Herbst 2013 wurde mit dem Honda Mobilio ein siebensitziger Van für den asiatischen Markt vorgestellt.